# Nicocles lomae
Nicocles lomae là một loài ruồi trong họ Asilidae. Nicocles lomae được Cole miêu tả năm 1916. Loài này phân bố ở vùng Tân Bắc giới.